# خانه‌ای که جک ساخت
خانه‌ای که جک ساخت (به انگلیسی: The House That Jack Built) فیلمی هنری در ژانر وحشت روان‌شناختی به نویسندگی و کارگردانی لارس فون تریه محصول ۲۰۱۸ است. نمایش نخست این فیلم در جشنواره فیلم کن بود که تریه را پس از بیشتر از شش سال به این جشنواره بازگرداند. این فیلم اکرانی یک‌روزه در ایالات متحده در ۲۸ نوامبر ۲۰۱۸ داشت و منتقدان را در دو قطب مخالف قرار داد.
شخصیت اصلی فیلم را با قاتل زنجیره‌ای واقعی، تد باندی، مقایسه کردند.

## داستان
فیلم ماجراهای فردی باهوش به نام جک را در یک بازه زمانی ۱۲ ساله دنبال می‌کند و به معرفی قتل‌هایی می‌پردازد که در طول زمان جک را به یک قاتل سریالی تبدیل کرده است.

## بازیگران
- مت دیلون در نقش جک
- برونو گانتس در نقش ورج
- اوما تورمن در نقش خانوم شماره ۱
- اد اسپیلرز در نقش اد - افسر پلیس ۲
- شیوون فالون هوگان در نقش کلر میلر - خانوم شماره ۲
- سوفی گرابول در نقش خانوم شماره ۳
- رایلی کیئو در نقش جلکین - «سیمپل»
- جرمی دیویس در نقش ال

## بازخورد

### گیشه
خانه‌ای که جک ساخت ۵٬۵۶۶٬۷۷۶ دلار آمریکا درآمد ناخالص کسب کرد.

### واکنش منتقدان
این فیلم منتقدان را در دو قطب مخالف قرار داد و «افراطی‌ترین و جنجالی‌ترین» فیلم ترسناک ۲۰۱۸ توصیف شد.